# Portada/efemèride maig 7
Antonio Salieri
« 6 de maig · 7 de maig · 8 de maig »